# 情事 (1999年电影)
《情事》（法語：Une liaison pornographique）是一部於1999年上映的愛情劇情片。電影由法雷德利克·方泰納執導，並由菲利浦·布拉斯班編劇。

## 劇情
一對男女透過滿足性幻想而見面。然而感覺慢慢浮現並建立戀情。性愛看起來並非唯一團結他們的東西。

## 角色
- 娜塔莉·貝伊 飾 她
- 塞吉·羅培茲（英语：Sergi López (actor)） 飾 他
- 雅克·維亞拉 飾 記者（聲音）
- 保羅·帕維爾 飾 喬瑟夫·利格諾
- 西爾維·范·登·埃爾森 飾 利格諾太太

## 獎項
它在2000年特羅姆瑟國際影展贏得觀眾獎。

## 外部鏈接
- 互联网电影数据库（IMDb）上《情事》的资料（英文）
- AllMovie上《情事》的资料（英文）